# Niedersächsisches Landesmuseum Hannover
Il Niedersächsisches Landesmuseum Hannover o Landesmuseum Hannover è il museo della Bassa Sassonia ad Hannover, in Germania. Si trova di fronte al Municipio Nuovo. Il museo comprende la "Galleria di Stato" (Landesgalerie), con dipinti e sculture dal Medioevo al XX secolo, oltre ai dipartimenti di archeologia, storia naturale ed etnologia. Il museo comprende un vivarium con pesci, anfibi, rettili e artropodi.

## Storia
Il museo precedente era il Museo d'Arte e Scienza (Museum für Kunst und Wissenschaft), inaugurato nel 1856 alla presenza di Giorgio V di Hannover. Con sede nell'attuale Künstlerhaus di Hannover, fu poi rinominato "Museo della Provincia di Hannover" o "Museo Provinciale". Ben presto il museo esaurì lo spazio per le sue collezioni d'arte, spingendo alla costruzione dell'attuale edificio, ai margini del Maschpark, nel 1902. Il fregio in rilievo dell'edificio, intitolato "Momenti chiave nell'evoluzione dell'umanità" (Hauptmomente in der Entwicklung der Menschheit), è stato realizzato dall'artista hannoverese Georg Herting in collaborazione con Karl Gundelach e Georg Küsthardt nello stile neorinascimentale.
Nel 1933 fu ribattezzato "Museo di Stato" e nel 1950 "Museo di Stato della Bassa Sassonia di Hannover".
La cupola sopra la scalinata centrale fu distrutta dalle bombe alleate durante la guerra. Dal 1995 al 2000 sono stati effettuati ampi lavori di ristrutturazione e ammodernamento degli interni. La riapertura è avvenuta il 13 maggio nell'ambito dell'Expo 2000.

## Collezioni

### La Galleria di Stato

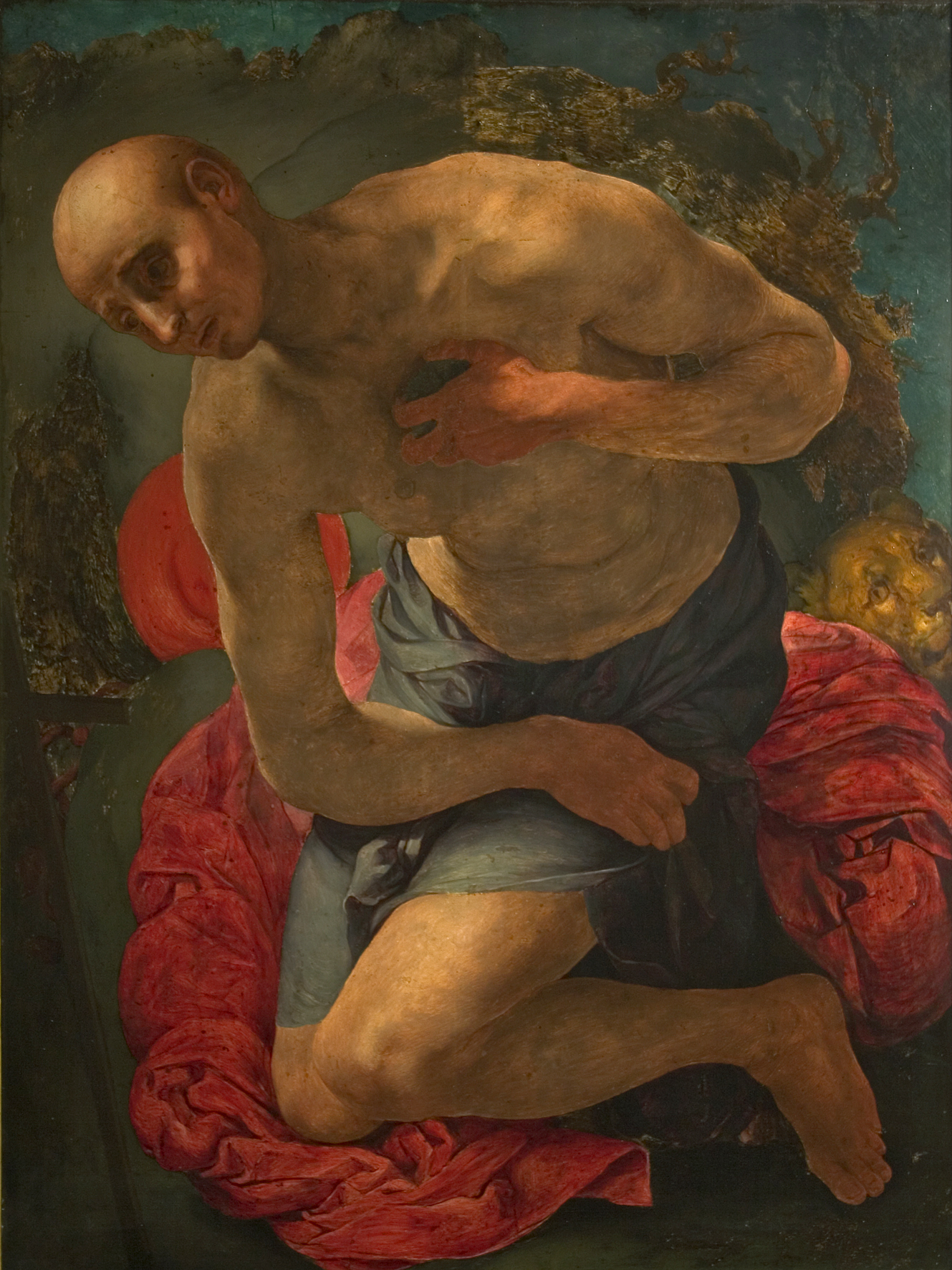
San Girolamo penitente, di Pontormo

La "Galleria di Stato" (Landesgalerie) presenta opere d'arte dall'XI al XX secolo. La collezione comprende opere tedesche e italiane del Rinascimento e del Barocco; fra gli artisti italiani si ricorda un'opera di Pontormo (San Girolamo penitente). Seguono i dipinti fiamminghi e olandesi del XVII secolo, dipinti danesi del XIX e XX secolo (ad esempio Constantin Hansen) e una sala delle stampe con antichi maestri tedeschi, disegni olandesi, stampe del XIX secolo e disegni di impressionisti tedeschi. Tra gli artisti più noti figurano Rembrandt, Rubens e Albrecht Dürer.
Gli altri punti di forza della galleria sono i dipinti impressionisti tedeschi e francesi, le opere di Max Liebermann, Lovis Corinth e Max Slevogt e le principali opere dei membri del gruppo Künstlerkolonie Worpswede, come Bernhard Hoetger, Fritz Overbeck, Otto Modersohn e Paula Modersohn-Becker. Le quattro opere di Caspar David Friedrich, Tageszeitenzyklus (Le ore del giorno), sono l'unica serie completa di Friedrich in un unico museo.

### Collezione naturale

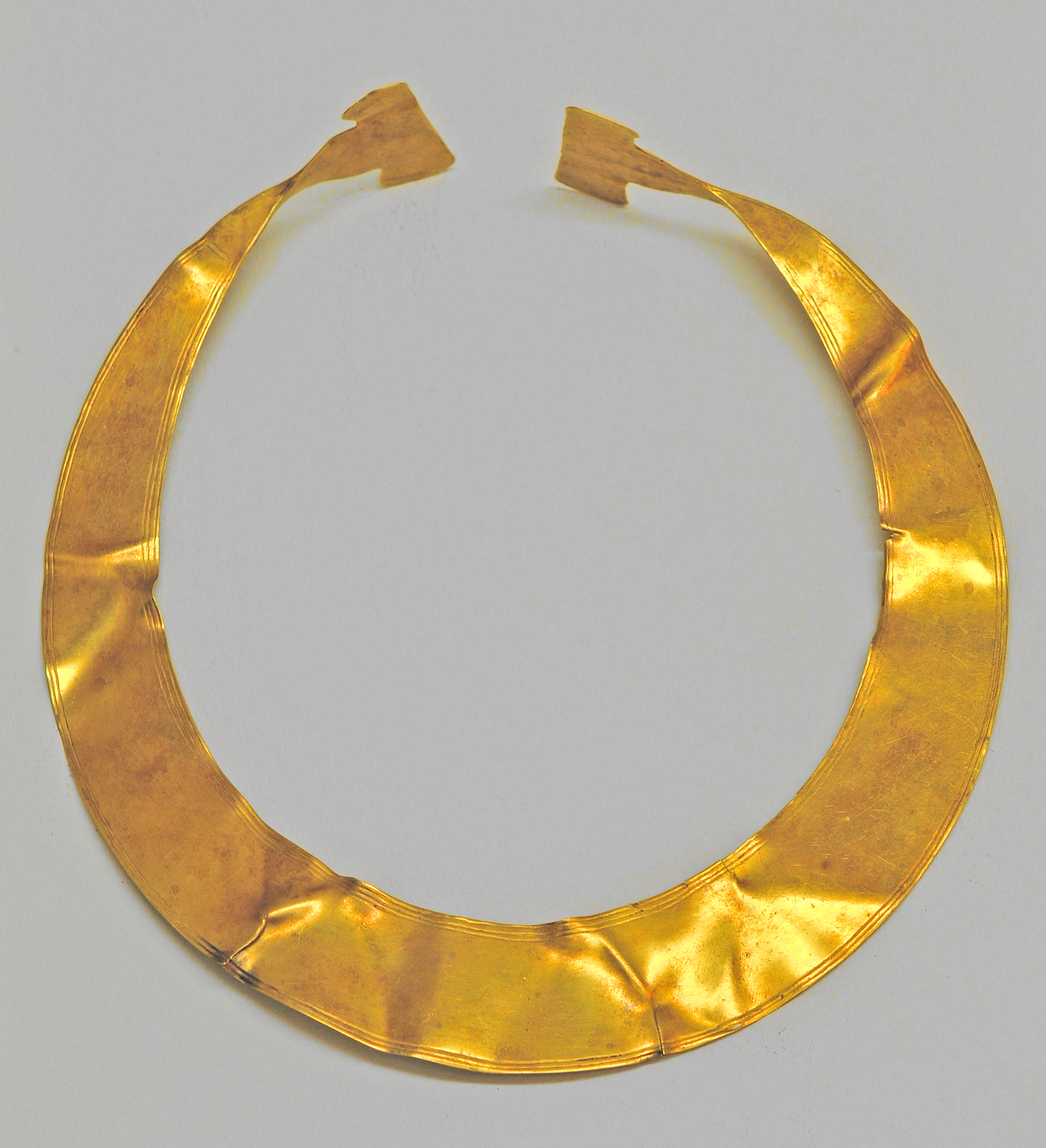
Lunula dorata da Schulenburg, scoperta nel 1911

Il dipartimento di storia naturale ospita un modello di dinosauro a grandezza naturale e un vivarium con oltre 2.000 pesci, anfibi e rettili autoctoni ed esotici. Il modello di dinosauro, un iguanodonte, non è una ricostruzione accurata secondo gli standard della paleontologia moderna, ma è stato integrato in una mostra che mostra i cambiamenti delle ricostruzioni di questa specie nel tempo. Il dipartimento dispone anche di mostre zoologiche, botaniche, antropologiche, geografiche e geologiche sulla storia primordiale delle regioni della Bassa Sassonia, tra cui le montagne Harz, le brughiere e la costa del Mare del Nord.

### Collezione archeologica
Il museo possiede un'importante collezione archeologica, contenente alcuni reperti unici. Con oltre un milione di manufatti che mostrano lo sviluppo economico e tecnologico dell'insediamento umano, l'esposizione copre quasi 500.000 anni di storia, dalla prima età della pietra al tardo Medioevo, dalle prime culture di cacciatori-raccoglitori alla fioritura della vita metropolitana.